# Franz Sales Kuhn

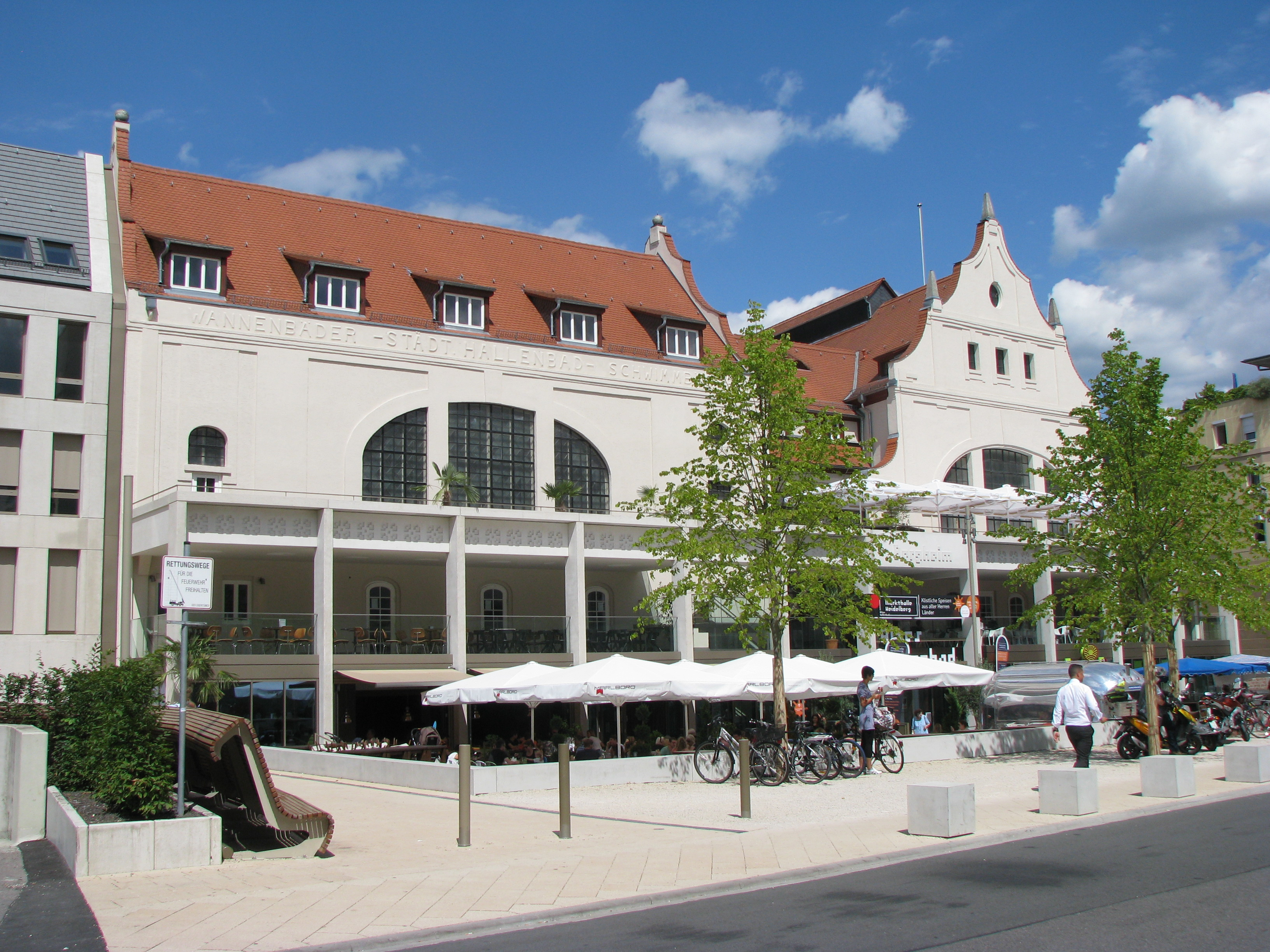
Altes Hallenbad in Heidelberg (2010–2013 saniert und umgebaut)

Franz Sales Kuhn (* 2. Februar 1864 in Ebringen; † 18. Oktober 1938 in München) war ein deutscher Architekt, der vor allem in Heidelberg zahlreiche Bauten entworfen hat.

## Leben
Franz Sales Kuhn verbrachte seine Kindheit und Schulzeit in Ebringen südlich von Freiburg im Breisgau. Nach seinem Militärdienst als Einjährig-Freiwilliger in Metz (im damals zum Deutschen Reich gehörenden Reichsland Elsaß-Lothringen) begann er eine Schreinerlehre. Nach einem Arbeitsunfall, bei dem er vier Finger der linken Hand verlor, musste er die Lehre abbrechen. Daraufhin ging er nach München und studierte an der Königlichen Kunstgewerbeschule München bei Leonhard Romeis. Danach arbeitete er vier Jahre lang im Atelier des Glasmalers und Kunsthandwerkers Alexander Linnemann in Frankfurt am Main. Ab 1896 war er beim Erzbischöflichen Bauamt in Heidelberg tätig. Er ließ sich 1898 als freier Architekt in Heidelberg nieder, wo er zahlreiche private wie öffentliche Gebäude entwarf und das Stadtbild zwischen der Jahrhundertwende und den 1930er Jahren entscheidend prägte. Später übernahm Kuhn auch zunehmend Aufträge außerhalb Heidelbergs, vorwiegend in Baden.
Im Jahr 1911 heiratete er Madeleine Caritas Regnier (1887–1955). Aus der Ehe sollen 10 Kinder hervorgegangen sein: Franz, Elisabeth, Hans, Klaus, Anton, Barbara, Peter, Benno, Matthias, Georg. 
1924 verlieh ihm die Stadt Heidelberg wegen seiner Verdienste „um die Gestaltung des Heidelberger Stadtbildes“ die Ehrenbürgerwürde. Er starb 1938 während einer Dienstreise in München und ist auf dem Heidelberger Bergfriedhof begraben. Kuhn war Mitglied im Bund Deutscher Architekten und im Deutschen Werkbund.

## Architektur

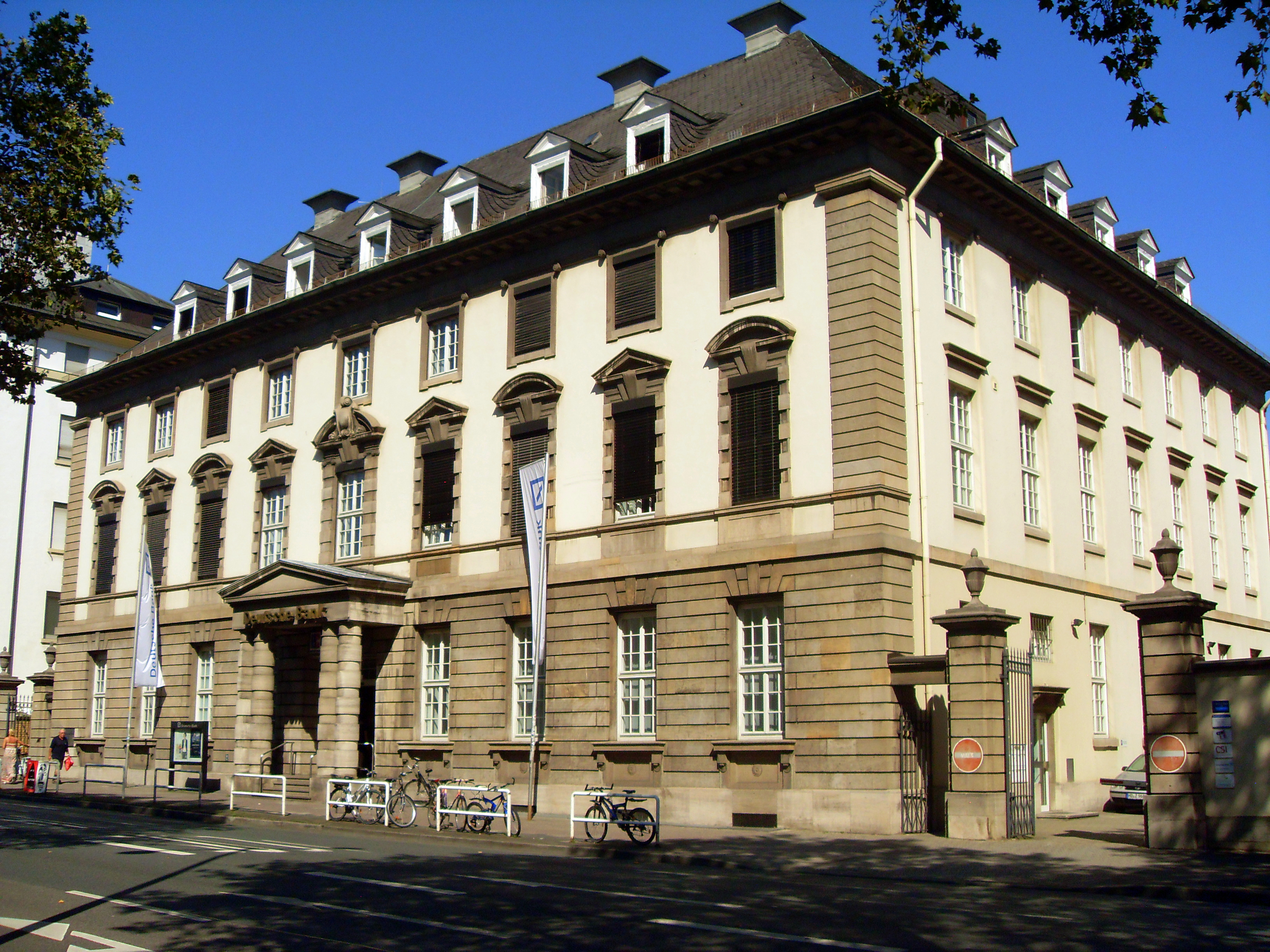
Gebäude der Deutschen Bank in Heidelberg

Als Mitarbeiter des Erzbischöflichen Bauamts erstellte er Entwürfe für die Heilig-Geist-Kirche in Mannheim und die Kirche St. Bonifatius in Heidelberg, die nicht verwirklicht wurden, aber in veränderter Form von Ludwig Maier ausgeführt wurden. 
Zu Kuhns Werken zählen zahlreichen Villen, vorwiegend in den Heidelberger Stadtteilen Neuenheim und Handschuhsheim, Mehrfamilienhäuser, Gartenanlagen, Grabmäler sowie etliche öffentliche Gebäude. Ab 1929 wandte er sich wieder verstärkt dem Kirchenbau zu.
Kuhn nahm häufiger an Architektenwettbewerben teil, beispielsweise für das Dresdner Rathaus, das Amtsgericht Mainz, den Friedenspalast in Den Haag oder das neue Hörsaalgebäude der Universität Heidelberg. Seine Pläne wurden meist positiv begutachtet und häufig prämiert, kamen aber nicht zur Ausführung.
Kuhns Architektur, die oft den Wünschen der Bauherren folgte, war zunächst in einem abgemilderten Historismus gehalten, dem er jedoch, insbesondere der „Deutschen Renaissance“, bald kritisch gegenüberstand. Er wandte sich der Reformarchitektur und dem Neoklassizismus zu und versuchte, überlieferte Bauformen mit der Forderung nach funktionellen Räumen zu verbinden. Immer wieder finden sich Elemente des Jugendstils, auch wenn Kuhn keine reinen Jugendstilbauten entworfen hat. Nach dem Ersten Weltkrieg orientierte er sich an der Heimatschutzbewegung, nur in einer kurzen Phase von 1927 bis 1929 griff Kuhn moderne Tendenzen auf, die teils auf der Neuen Sachlichkeit, teils auf einem neoklassizistischen Monumentalismus beruhten.

## Werk

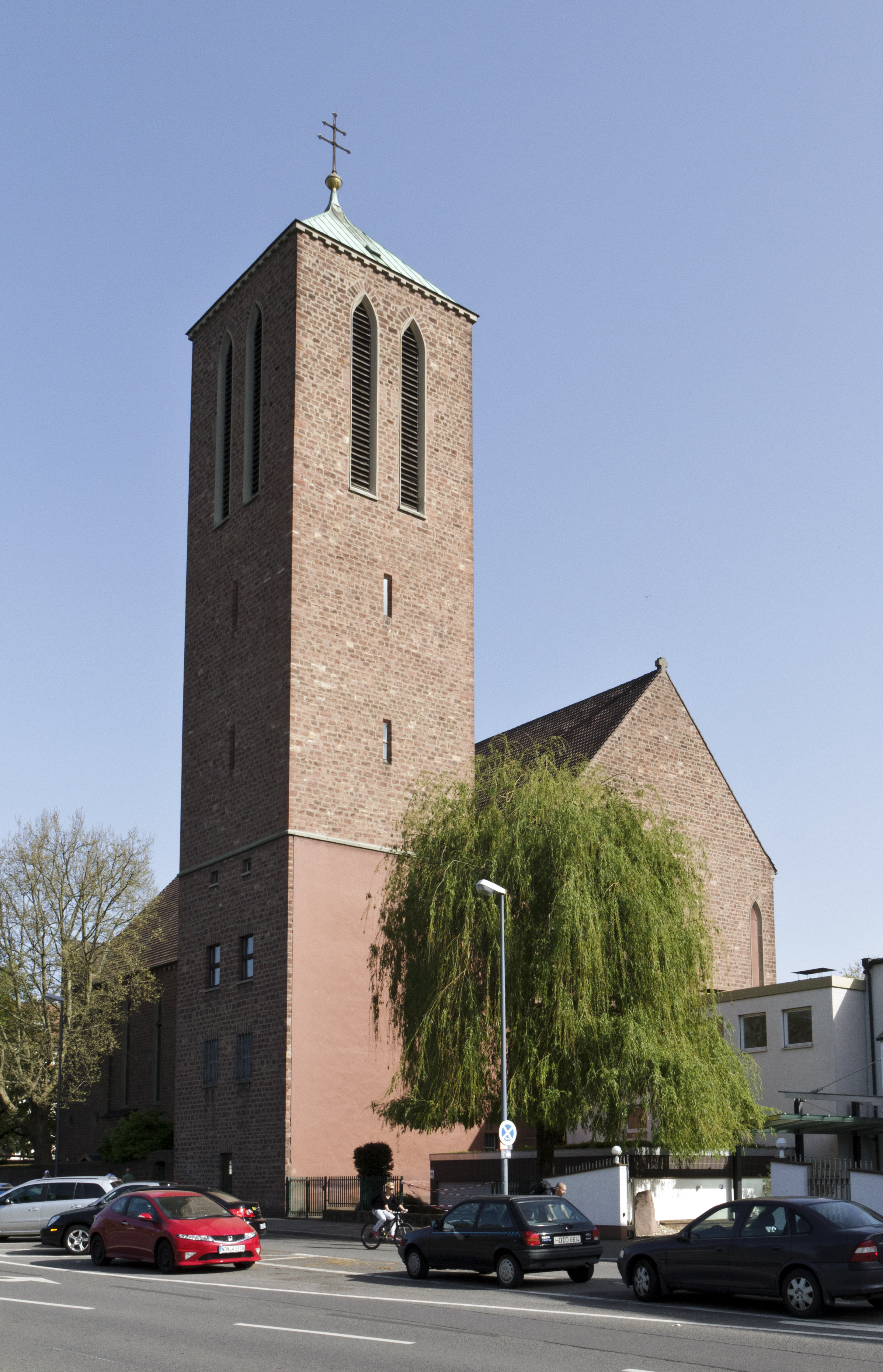
Kirche St. Albert in Heidelberg

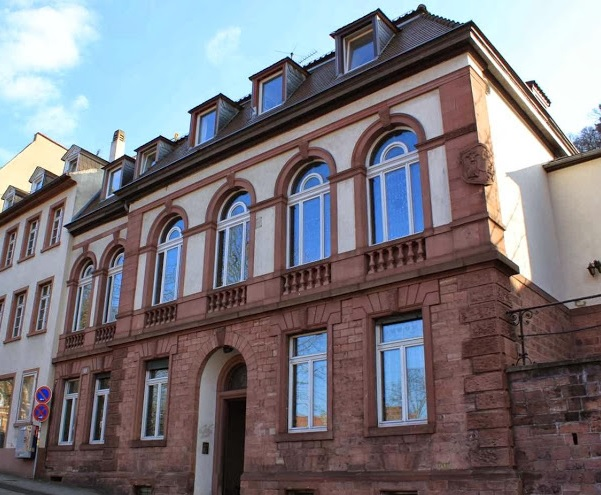
Haus der Verbindung Leonensia in Heidelberg

- Haus der Verbindung Leonensia in Heidelbergvor 1900: Entwurf für die Kirche St. Bonifatius in Heidelberg (nicht ausgeführt)
- 1903–1906: Veth’sches Hallenschwimmbad in Heidelberg
- 1907: Ausbau des Verbindungshauses der Leonensia in Heidelberg[2]
- 1910–1911: Frauenvereinsheim, genannt „Marie-Luisen-Heim“, in Heidelberg
- 1911–1924: neubarocke Erweiterung des Heidelberger Rathauses
- 1919–1928: Teile der Wohnsiedlung Atzelhof
- 1922–1923: Bankgebäude für die Süddeutsche Diskontogesellschaft in Heidelberg (heute genutzt durch die Deutsche Bank)
- 1925: Wiederaufbau und Modernisierung des Schlosshotels in Heidelberg
- 1924–1928: Radiumsolbad in Heidelberg, Vangerowplatz
- 1926–1928: Versöhnungskirche in Völklingen
- 1929–1930: Herz-Jesu-Kirche in Bad Rappenau
- 1929–1930: Kirche St. Wendelin in Heidersbach (heute Gemeinde Limbach)
- 1930: St.-Raphael-Schule in Heidelberg
- 1930–1931: Heilig-Kreuz-Kirche in Grötzingen
- 1930–1931: Maria-Regina-Pacis-Kapelle in Bad Griesbach im Schwarzwald
- 1933–1934: Erweiterung der Kirche St. Vitus in Heidelberg-Handschuhsheim
- 1933–1935: Kirche St. Albert in Heidelberg
- 1936: Stadtgartencasino in Heidelberg
- 1936: Ehrenmal der Badischen Feuerwehren in Achern